# Siège de Perpignan (1642)
Pour les articles homonymes, voir Siège de Perpignan.
Guerre de Trente Ans
Guerre des faucheurs
Batailles
Le siège de Perpignan est un des épisodes de la guerre des faucheurs qui s'est déroulé du 4 novembre 1641 au 9 septembre 1642 et qui s'est soldé par une victoire française.

## Antécédents
Peu après la révolte qui s'est traduite par le Corpus de Sang, l'armée de Philippe IV d'Espagne occupe Tortosa et Tarragone. Le 17 janvier 1641, devant l'alarmante avance de l'armée castillane, Pau Claris à la tête de la Généralité de Catalogne, proclame la République catalane et signe une alliance politique et militaire avec la France, qui mettait la Catalogne sous la souveraineté de Louis XIII. Peu de jours après, avec l'aide de l'armée française, la Généralité obtient une importante victoire militaire lors de la bataille de Montjuïc du 26 janvier 1641, ce qui force les troupes castillanes de se retirer à Tarragone. 
Le 4 mai 1641, l'escadre française d'Henri d'Escoubleau de Sourdis se présente devant Tarragone et entreprend le blocus de la cité avec les troupes de terre de Philippe de La Mothe-Houdancourt. Durant les mois de mai et juin, les troupes s'affrontent autour de Tarragone ; le fort de Salou tombe au pouvoir des Français le 9 mai et Constantí le 13 mai. Après avoir été battus entre le 30 juin et le 4 juillet 1641 lors de la première bataille de Tarragone, les Espagnols rassemblent une nouvelle escadre commandée par García Álvarez de Tolède y Mendoza qui réussit à livrer des provisions à la cité et à faire fuir l'escadre française vers le Roussillon.
Une colonne castillane de 4 500 hommes part de Tarragone le 23 mars 1642 pour secourir le Roussillon, qui était resté isolé au nord, mais elle est battue à mi-chemin à Collioure à la fin du mois d'avril. En mai, les Espagnols retirent les tercios qui étaient à Roses avec une escadre de 78 navires. Et à la suite de la bataille de Barcelone, à partir du 3 juillet la flotte espagnole n'est plus en mesure de rejoindre Perpignan, ce qui précipite sa chute.

## L'armée française
L'armée française était forte d'un total de 19 compagnies de gardes françaises, 6 de gardes suisses, 310 compagnies d'infanterie, 10 compagnies royales et 44 compagnies de cavalerie :
- régiments d'infanterie: Régiment des Gardes Françaises (avec 19 compagnies présentes), Gardes Suisses (avec 6 compagnies présentes), Royal, Montozier, Covisson (ou Couisson), Champagne, Essiat, Béarn, Espenan, Enghien, Conti, Polignac, Languedoc, La Douze, Saint Aunetz, Le Ferron, Roquelaure, Noailles, Espenan, La Couronne, Cinq Mars, Vandy, Mazarin (italienne) et les compagnies royales (avec 10 présentes). Il y avait également la compagnie des 100 suisses de la garde du corps du Roi.
- régiments de cavalerie: Enghien, Meilleraye, Brissac, La Chapelle, Seran (ou Leran), cavaliers légers de la garde, cavaliers légers du Cardinal (Richelieu), les gendarmes du Roi, les Chevau-légers de la garde et 1 300 "Gentilshommes", compagnie de gendarmes du Comte de Carces.
- mousquetaires du Roi et du Cardinal.

Durant le siège, le régiment de Cinq Mars a été envoyé en Catalogne et a été remplacé par le régiment Degli-Oggli (italien) formé par 9 compagnies de 200 hommes pour servir à l'assaut.

## Le siège
Les troupes de Louis XIII vont assiéger Perpignan à partir du 4 novembre 1641. Le roi en personne est présent durant le début du siège mais il part avant la conquête de la cité. Le gouverneur, Pedro Diego de Zúñiga y de la Cueva, marquis de Flores Dávila, propose la reddition de la cité, qui se livre le 9 septembre 1642 à cause de la famine et du grand nombre de morts, alors qu'il ne reste que 500 survivants. En effet si la cité avait pu être approvisionnée au début de l'année, le siège ne serait pas venu à bout de sa résistance. La cité est ensuite occupée par des troupes françaises soutenues par les Catalans révoltés.

## Conséquences
Dans la cité, l'armée française capture le plus grand arsenal de l'armée espagnole : cent canons et vingt mille fusils. La pression sur Salses, qui était complètement isolé dans le Roussillon, oblige son gouverneur à se rendre à son tour. 
La prise de Perpignan, d'où les forces catalanes sont ensuite chassées, prélude à l'incorporation de la Catalogne Nord au royaume de France. 
C'est pourquoi les Français veillent à toujours maintenir dans la cité une garnison très nombreuse, surtout par rapport à une ville pratiquement déserte à cause des maladies et de la faim provoquées par le siège.
Le régiment de Champagne et 4 compagnies de Gardes Suisses restent en garnison à Perpignan jusqu'en 1644. Cette année-là, ils sont remplacés par le régiment Vaisseaux-Mazarin reconstitué et le régiment du Breuil. Ce dernier est fusionné avec Vaisseaux-Mazarin en 1648. Appelé Vaisseaux-Candale après juin 1650, en 1652, Louis-Charles de Nogaret de Foix duc de Candale y incorpore les restes d'un régiment portant son nom recruté en 1649. Vaisseaux-Mazarin tient garnison jusqu'en 1654 où il se déplace en Catalogne pour participer à des opérations jusqu'en 1659. En mai 1657 et durant le reste de l'année, Perpignan sert de garnison aux 3 000 hommes du régiment Catalan-Mazarin.